# Proagonistes igniferus
Proagonistes igniferus là một loài ruồi trong họ Asilidae. Proagonistes igniferus được Engel & Cuthbertson miêu tả năm 1937. Loài này phân bố ở vùng nhiệt đới châu Phi.